# 王南復

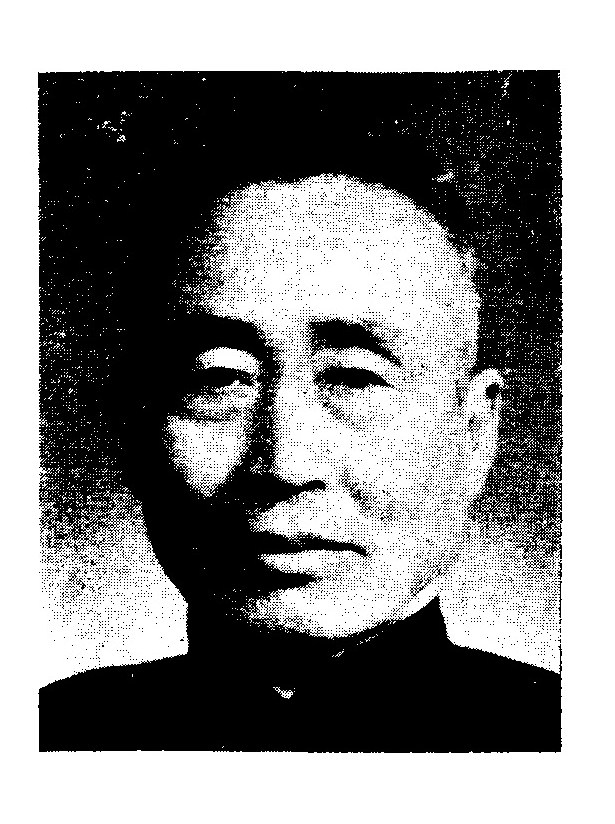
王南復近照

王南復（1886年—1962年1月4日），河北沧县人，中华民国政治人物。

## 生平
王南復早年毕业于日本东京高等工业学校。毕业后，历任天津私立工业学校校长、国民党天津市党部监察委员、直隶省党部临时执行委员兼工人部部长、河北省党部指导委员兼常务委员、河北省党部执行委员兼常务委员、中央设计委员、河北省党部常务监察委员等职，并于1946年与1948年先后当选制宪国民大会代表、第一届立法委员。后赴台，1962年逝世。